# Max Oppenheimer
Pour les articles homonymes, voir Oppenheimer.
Ne doit pas être confondu avec Max Oppenheimer, metteur en scène allemand connu sous le pseudonyme Max Ophüls.
Max Oppenheimer, surnommé Mopp, est un peintre autrichien, né le 1er juillet 1885 à Vienne (Autriche), et mort le 19 mai 1954 à New York (États-Unis d'Amérique).

## Biographie
Max Oppenheimer est le fils du journaliste Ludwig Oppenheimer, et le frère de l'écrivain Friedrich Heydenau. De 1900 à 1903, il étudie à l'académie des beaux-arts de Vienne, puis, de 1903 à 1906, à l'académie des beaux-arts de Prague. En 1906, il rejoint le groupe praguois OSMA, une des premières associations de l'avant-garde tchèque.
En 1907, il retourne à Vienne, où il participe au Kunstschau en 1908 et en 1909. À Vienne, l'Oppenheimer initialement influencé par Van Gogh rejoint le cercle expressionniste viennois, stylistiquement influencé par Oskar Kokoschka, Egon Schiele et Albert Paris Gütersloh. De 1911 à 1915, Oppenheimer est actif à Berlin ; il incorpore des éléments cubistes dans sa peinture et contribue au magazine Die Aktion. Pendant son séjour en Suisse, de 1915 à 1925, il commence à travailler sur le thème de la musique, notamment avec ses œuvres Musik und Malerei (« Musique et peinture ») et Bildnisse von Musikern (« Portraits de musiciens »). Après un nouveau séjour à Berlin, il retourne à Vienne en 1931, puis émigre aux États-Unis en 1938.

## Œuvre
Oppenheimer réalise des portraits, notamment  de Thomas Mann et Heinrich Mann, d'Arnold Schönberg, de Tilla Durieux et de Karl Marx. Il peint aussi des compositions religieuses, comme la Kreuzabnahme (« Descente de croix ») et des représentations de la vie contemporaine (sport et médecine, notamment). Son expression graphique appartient entre autres au cycle d'idées d'Heinrich Heine. Son tableau monumental Die Symphonie - « La Symphonie » - achevé en 1923, fait sensation. Il existe deux versions de cette œuvre qu'Oppenheimer a peinte sous l'influence du quatrième mouvement de la quatrième symphonie de Gustav Mahler, jouée sous la direction d'Oskar Fried, et en particulier le passage solo, tiré du recueil Des Knaben Wunderhorn (« Le cor merveilleux de l’enfant »).
Thomas Mann décrit ainsi le portrait d'Oppenheimer dans un essai paru dans le Berliner Tageblatt : 

« Un orchestre moderne en pleine activité, dirigé par un chef d'orchestre, dont le visage aux yeux cernés et aux grosses lèvres rappelle par sa volonté absolue et prophétique celui de Gustav Mahler. Ses traits vert-de-gris, son bras levé énergiquement pour commander un tutti rugissant, vous l'entendez — en effet ! Il me pousse à témoigner de l'incroyable effet acoustique de l'image. »

Max Oppenheimer publie une autobiographie, Menschen finden ihren Maler (Les hommes trouvent leur peintre') en 1938.

## Production artistique

### Tableaux
- Egon Schiele, huile sur toile (1910), musée de Vienne.
- Bildnis Tilla Durieux (1912), huile sur toile (95,5 × 78,9 cm), musée Leopold de Vienne.
- Gustav Mahler dirigiert die Wiener Philharmoniker (1935-1940), huile sur bois (302 × 155 cm), Belvédère de la galerie autrichienne (Vienne).
- Kolisch-Quartett, huile sur toile, 1940.

### Écrits
- Menschen finden ihren Maler, Zurich, 1938.